# 새로운보수당
새로운보수당(새로운保守黨)은 바른미래당에서 갈라져 나온 비당권파가 결성한 대한민국의 보수주의 정당이다. 창당 한 달여 후인 2020년 2월 17일에 미래통합당으로 합당하였다.

## 역사
- 2019년 9월 30일: 바른미래당 소속 국회의원 15명(유승민계+안철수계)이 변화와 혁신을 위한 비상행동 결성
- 2019년 12월 4일: 단체의 명칭을 변화와 혁신으로 변경
- 2019년 12월 8일: 국회의원 8명 참여(안철수계 지역구 1인, 비례대표 6인 불참) 변화와 혁신 창당준비위원회 출범
- 2019년 12월 12일: 새로운보수당으로 공식 당명으로 지정[3]
- 2020년 1월 3일: 소속 국회의원 8명 바른미래당에서 공식 탈당 선언[4]
- 2020년 1월 5일: 중앙당 창당
- 2020년 2월 17일: 자유한국당, 미래를향한전진4.0 등과 함께 미래통합당으로 통합

## 지도부

### 창당준비위원회
2019년 12월 8일 ~ 2020년 1월 5일
- 창당준비위원장: 하태경
- 수석부위원장: 이준석
- 수석대변인: 유의동
- 대변인: 김익환, 이종철, 권성주, 김현동

### 초대 지도부
2020년 1월 5일 ~ 2020년 2월 17일
- 책임대표: 하태경 → 유의동
- 공동대표 : 하태경, 유의동, 오신환, 정운천, 지상욱, 김용태, 이효원 → 하태경, 유의동, 오신환, 지상욱, 김용태, 이효원
- 원내대표: 유의동
- 정책위의장: 정운천
- 사무총장: 윤석대
- 수석대변인: 지상욱
- 대변인: 김익한, 이종철, 권성주